# Locate Bergamasco
Locate Bergamasco [loˈkaːte beɾɡamˈmasko] (Locàt [loˈkat , luˈkat] in dialetto bergamasco) è, con circa 3 000 abitanti, l'unica frazione di Ponte San Pietro in provincia di Bergamo. L'origine del suo nome la si fa risalire alle caratteristiche del suo territorio, molto fertile e coltivato fin dall'antichità. Infatti "Locate" deriva dal vocabolo latino "locatum" (da locus nel senso di ager) che significa campo coltivato.In oltre è un territorio pianeggiante e un paese tranquillo e buono per passeggiare e fare ciclismo. Locate è ricco di campi coltivati, nelle zone residenziali sono presenti condomini e villette.

## Geografia fisica
Locate è attraversato dal torrente Lesina e confina a nord e a ovest con il comune di Mapello, a sud con il comune di Presezzo, a est con il capoluogo Ponte San Pietro. Dista circa 10 km dal capoluogo orobico. Oltre al centro abitato conta tre contrade: Tor, Brugale e Sottoriva. 

## Storia
La prima testimonianza di un luogo denominato Locate si ha in una pergamena dell'anno 805 relativa a una permuta di terreni.
Il paese si costituì comune verso il 1300, ma i suoi confini vennero stabiliti in modo ufficiale solo nel 1456, sotto il dominio della Serenissima.
Attorno alla seconda metà del XV secolo iniziò la costruzione di un castello o fortilizio, appartenuto alla nobile famiglia guelfa dei Rota, del quale oggi rimangono soltanto alcuni resti in località Tor; che recentemente sono stati restaurati e inglobati in una struttura alberghiera.
Nell'anno 1538 venne fondata la parrocchia sotto la protezione di Sant'Antonino Martire, al quale era dedicata la prima chiesa eretta agli inizi del 1500 che mantenne il titolo di parrocchiale fino al 1756, anno di costruzione della nuova chiesa.
Nel 1863 il paese prese il nome di Locate Bergamasco.
Agli inizi del '900 il comune di Locate comprendeva i territori di Sottoriva, le aree circostanti all'attuale ospedale (comunemente chiamato "clinica") e la frazione Villaggio Santa Maria. Anche la stazione ferroviaria faceva parte del territorio di Locate.  Nel 1927 Locate Bergamasco con tutti i suoi territori venne accorpato al comune di Ponte San Pietro.

## Monumenti e luoghi d'interesse

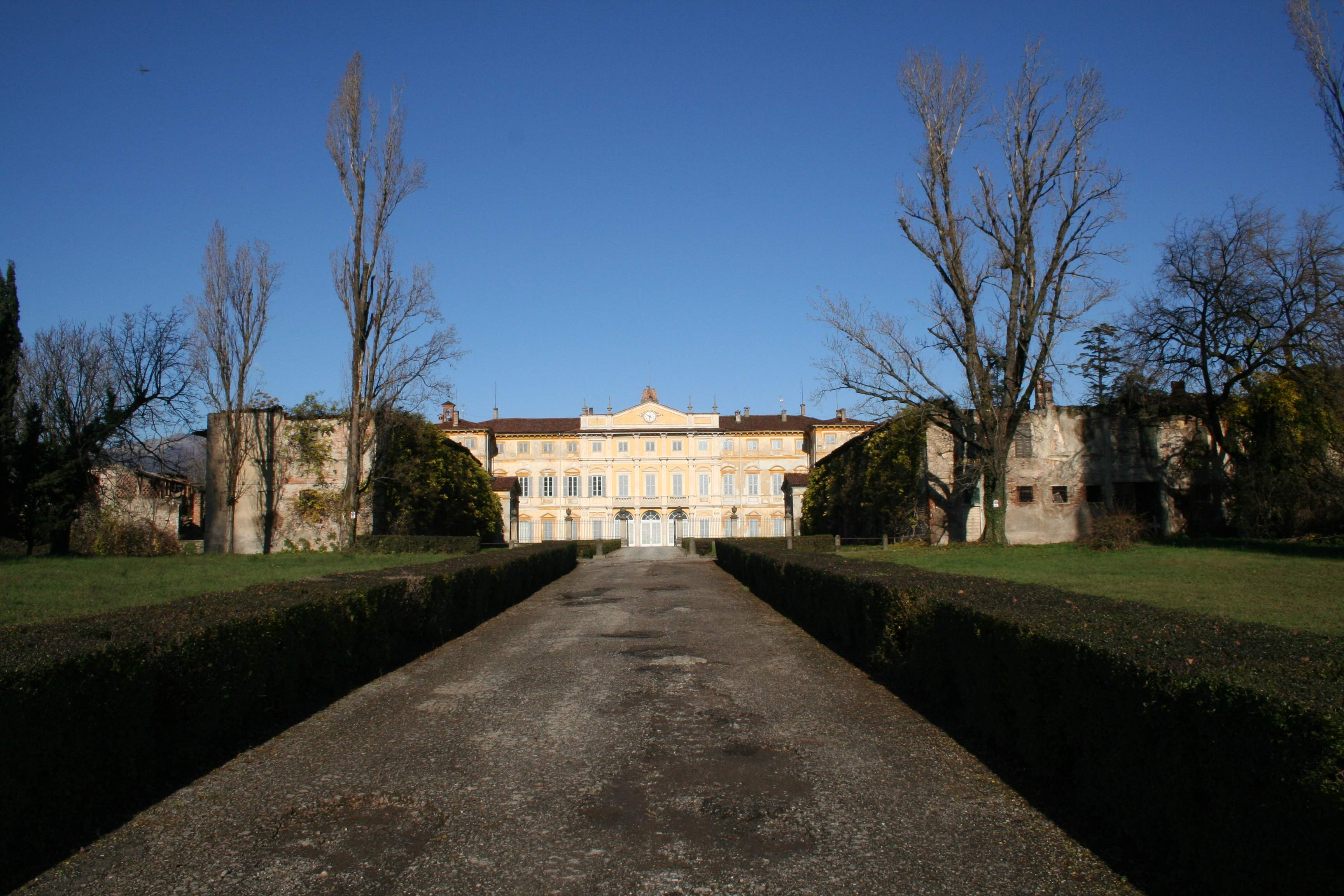
Villa Mapelli-Mozzi

### Villa Mapelli-Mozzi
L'imponente palazzo si trova in località Sottoriva, posizione isolata rispetto al centro abitato. Fu edificato nel Settecento su una precedente costruzione del Seicento anticipando le linee della Villa Reale di Monza. Nel 1809, la famiglia dei Mozzi, proprietaria della villa, si unì alla famiglia dei Mapelli quando Angela Mozzi, ultima discendente del casato, sposò il nobile Girolamo Mapelli.
Le raffinate decorazioni pittoriche delle stanze sono opera di Paolo Vincenzo Bonomini e di Giuseppe Antonio Orelli. La chiesetta invece voluta da padre Luigi Mozzi, reca stucchi di Carlo Camuzio e affreschi di Federico Ferrari.

### Chiesa parrocchiale di Sant'Antonino Martire
La chiesa parrocchiale di Sant'Antonino, edificata a partire dal 1756, fu consacrata solo nel 1902. Al suo interno vi sono affreschi di Giuseppe Carnelli e pregevoli statue in stucco di Muzio Camuzio. La facciata dell'edificio, rifatta nell'Ottocento, è in stile neoclassico; il portale e tutte le decorazioni esterne in pietra arenaria scolpita sono opera del mapellese Manero Giuseppe.
La piccola chiesetta cinquecentesca accanto alla parrocchiale ospita alcuni affreschi di Pietro Baschenis datati 1624.

Il campanile, edificato nel 1591 e restaurato nell'Ottocento, ospita un concerto di otto campane in tonalità Sib2 fuse dalla fonderia Luigi Cavadini e figli in Verona.

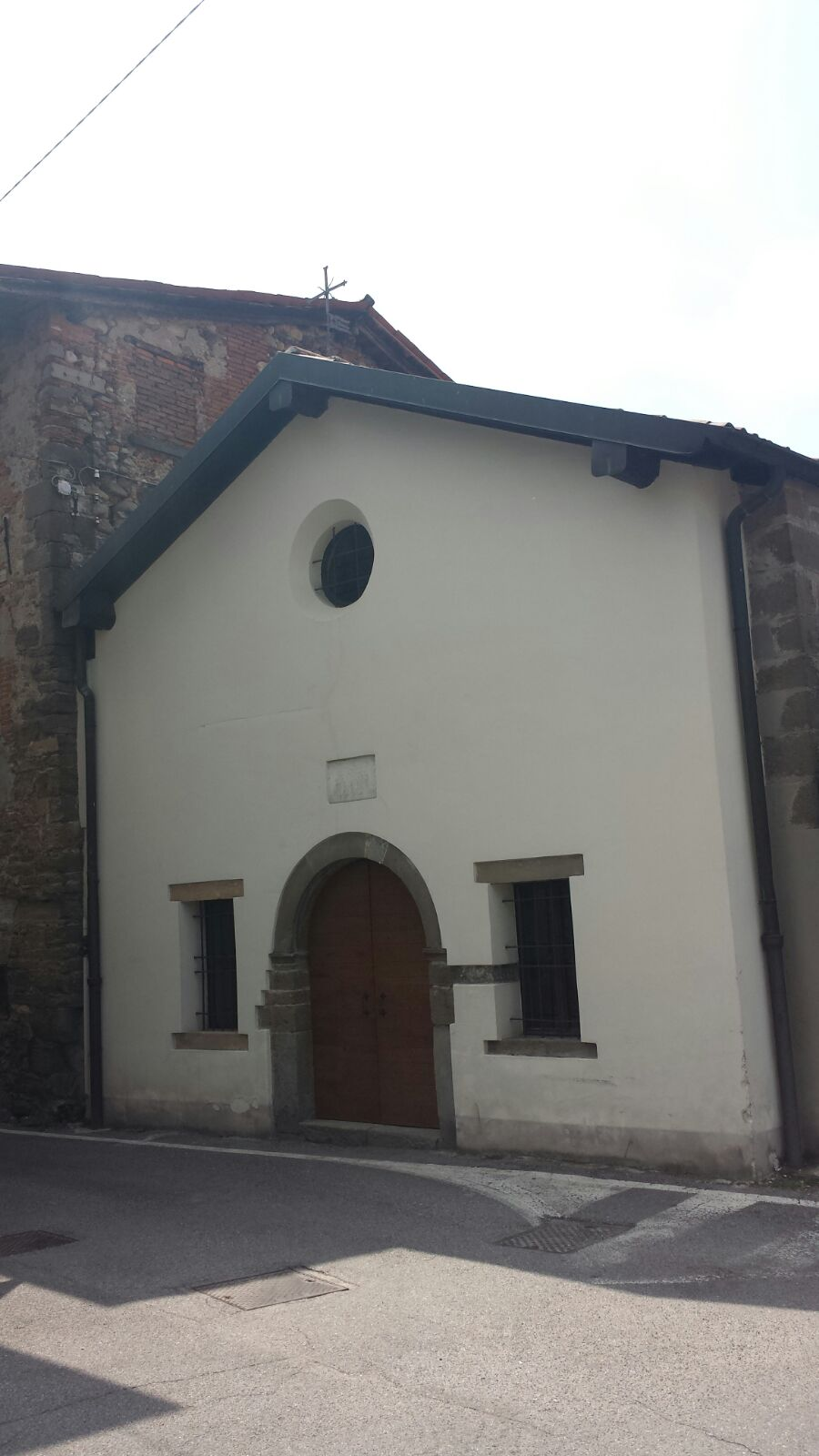
Chiesa Santissima Trinità

### Chiesa della Santissima Trinità
La chiesetta dedicata alla Santissima Trinità si trova in via Vittorio Veneto, nel centro storico del paese.
Edificata prima del 1408, appartenne al consorzio della Fondazione MIA fino alla seconda metà dell'800, quando passò di proprietà alla famiglia Moroni. Nel 1978 l'edificio venne donato alla parrocchia di Locate. Nello stesso anno fu restaurato per iniziativa del gruppo Alpini e con l'aiuto di tutta la popolazione.
Al suo interno sono conservati alcuni affreschi del XV-XVII secolo.